# کنترل شدت جریان

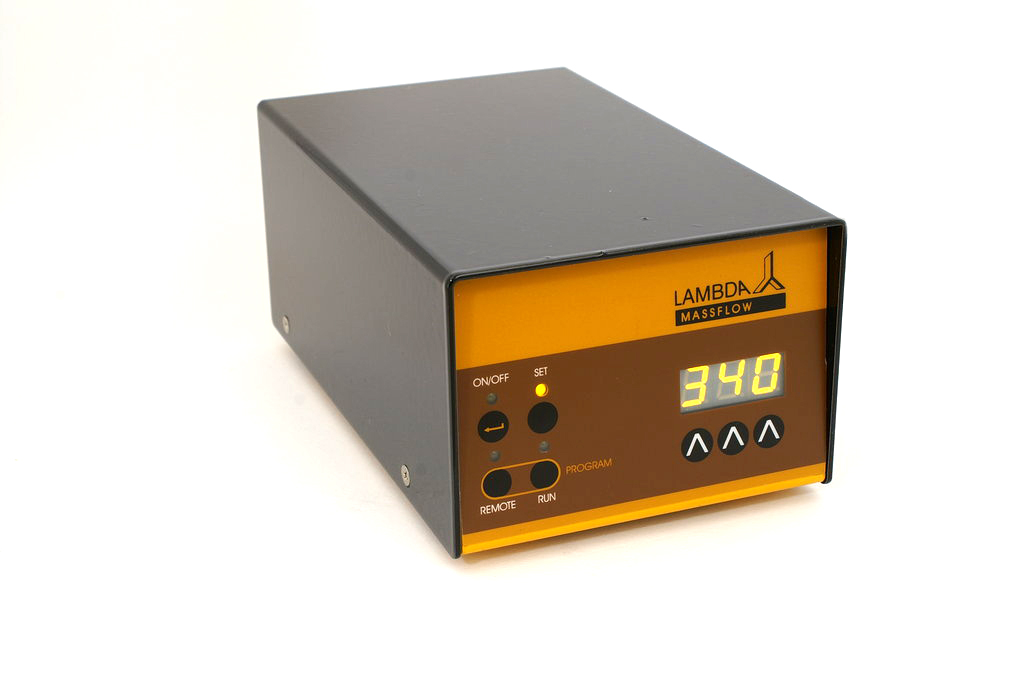
اندازه گیرنده وکنترل کننده دقیق جریان گاز

منظور از کنترل شدت جریان، کنترل‌کننده جریان جرمی ([flow  Controller]) است که به اختصار MFC نیز نامیده می‌شود. این دستگاه با نام‌های مختلف فلو کنترلر جرمی، فلومتر جرمی، دبی سنج جرمی، جریان سنج جرمی، کنترلر جریان گاز، کنترلر جرمی جریان، کنترلر دبی جرمی، کنترل‌کننده جریان جرمی، کنترل‌کننده جرمی جریان، کنترل‌کننده دبی جرمی، کنترل‌کننده شدت جریان جرمی، کنترلر شدت جریان جرمی، مس فلو کنترلر و… نیز در زبان فارسی شناخته می‌شود.